# 突撃!ドリフターズ
『突撃!ドリフターズ』（とつげき ドリフターズ）は、1968年12月10日から1969年6月3日までTBS系列局（一部を除く）で放送されていたTBS製作のバラエティ番組である。トクホン本舗（鈴木日本堂＝現・トクホン）の一社提供。全25回。放送時間は毎週火曜 19:30 - 20:00 （日本標準時）。

## 概要
いかりや長介がコント中の事故で入院したことによって一旦打ち切りになった『進め!ドリフターズ』が、『チータ55号』の放送を経て再開したリニューアル版である。『進め!ドリフターズ』時代と同様に、毎回公開放送を行っていた。
本番組のコントは、ザ・ドリフターズのメンバーが演じる「世界おたすけ商会」（通称「SOS」）がゲストからの依頼を受け、あらゆる事件の解決に挑むという内容のアクション・コメディになっていた。

## 出演者

### レギュラー
- ザ・ドリフターズ

### ゲスト
- 大原麗子
- 水垣洋子
- コロムビア・トップ・ライト
- 奈美悦子
- 人見明
- 山本リンダ
- 佐山俊二
- 梓みちよ
- 中尾ミエ
- 伊東ゆかり
- 木の実ナナ
- ほか

## 放送リスト
| 回     | 放送日   | サブタイトル                         |
| 1968年 | 1968年   | 1968年                               |
| ------ | -------- | ------------------------------------ |
| 1      | 12月10日 | （不明）                             |
| 2      | 12月17日 | （不明）                             |
| 3      | 12月24日 | （不明）                             |
| 1969年 |          |                                      |
| 4      | 1月7日   | （不明）                             |
| 5      | 1月14日  | （不明）                             |
| 6      | 1月21日  | 生体研究所の巻                       |
| 7      | 1月28日  | 波止場のギャング退治の巻             |
| 8      | 2月4日   | ジャングルの決死隊の巻               |
| 9      | 2月11日  | 壮烈アラモ砦の巻                     |
| 10     | 2月18日  | ダム工事の巻                         |
| 11     | 2月25日  | 男度胸で海ゆかばの巻                 |
| 12     | 3月4日   | ドリフターズの音楽会の巻             |
| 13     | 3月11日  | カワウソ一家へのり込むの巻           |
| 14     | 3月18日  | 松林の決闘の巻                       |
| 15     | 3月25日  | 即席サーカス団の巻                   |
| 16     | 4月1日   | 今週のベストヒットの巻               |
| 17     | 4月8日   | 危うし大地震の巻                     |
| 18     | 4月15日  | 銀行強盗撃退法の巻                   |
| 19     | 4月22日  | 列車殺人事件の巻                     |
| 20     | 4月29日  | バタヤ部落騒動の巻                   |
| 21     | 5月6日   | スピード・オートバイは怪我のもとの巻 |
| 22     | 5月13日  | ドロボーを返せの巻                   |
| 23     | 5月20日  | 芸能ホテルは大騒ぎの巻               |
| 24     | 5月27日  | 国宝を守れの巻                       |
| 25     | 6月3日   | 夏祭りの巻                           |

## 備考
『進め!ドリフターズ』と『チータ55号』から引き続き、ネット局の朝日放送は土曜18:00枠での遅れネットを行っていた。